# Revue des Deux Mondes
Pour les articles homonymes, voir Deux mondes.
Ne doit pas être confondu avec Journal des deux Mondes.
La Revue des Deux Mondes est une revue française de littérature et d'idées fondée en 1829. C'est l'une des plus anciennes publications périodiques encore en activité en France.
Au XIXe siècle, elle a été un foyer d’expression majeur pour les écrivains et critiques romantiques. Progressiste à sa création, dans le sillage de la monarchie libérale de Louis-Philippe, elle s'oriente à partir de la révolution de 1848 vers un certain conservatisme. À partir de 2015, certains observateurs estiment que la ligne éditoriale s’oriente vers la droite du spectre politique. La revue traite en effet des sujets de société polémiques par des séries d'articles jugées parfois néoconservatrices, ou réactionnaires,.

## Histoire

### LeXIXesiècle

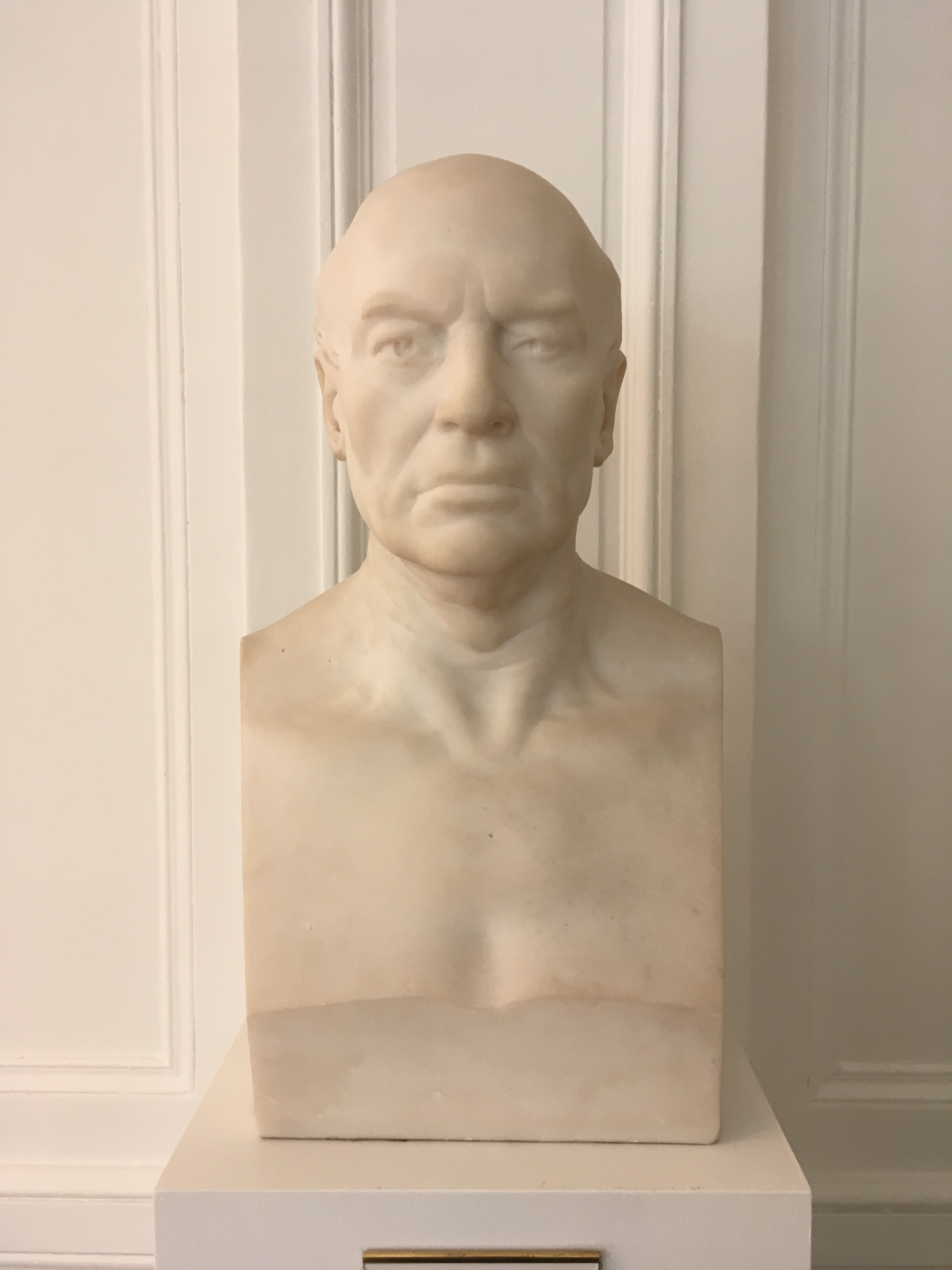
Buste de François Buloz, par Eugène Guillaume, musée d'Orsay.

La Revue des Deux Mondes fut fondée en juillet 1829 par Prosper Mauroy (d) et Pierre de Ségur-Dupeyron. Ces derniers en perdirent le contrôle dès 1831, lors du rachat par Auguste Auffray (d), qui nomma François Buloz directeur.

L’épigraphe du premier numéro est une citation du poète anglais Alexander Pope : 

« L’esprit de parti est une folie de beaucoup d’hommes au profit de quelques-uns. »

En janvier 1830, son titre devient Revue des Deux Mondes. Journal des voyages, de l'administration et des mœurs, etc., chez les différents peuples du globe ou archives géographiques et historiques du XIXe siècle ; rédigée par une société de savants, de voyageurs et de littérateurs français et étrangers. La revue entend penser les liens et les rapports entre le vieux continent et l’Amérique. Mêlant histoire, littérature et politique, elle incarne l’idéal humaniste de curiosité et de quête de savoir concernant les différentes sociétés du globe. Ainsi, avant même que l’on parle d’ethnologie, la Revue des Deux Mondes fut un recueil de récits de voyageurs revenant tant d’Amérique, que d’Asie, d’Afrique ou de Russie.
La Revue des Deux Mondes fut également à cette époque un rendez-vous littéraire majeur. Dès 1831, François Buloz devient rédacteur en chef et accueille Alexandre Dumas, Alfred de Vigny, Honoré de Balzac, Sainte-Beuve, Charles Baudelaire, George Sand, Alfred de Musset et autres grands noms de la littérature de cette époque. En guise d'exemple, Prosper Mérimée fait paraître la nouvelle Carmen dans la revue d'octobre 1845. Musset évoque d’ailleurs dans sa correspondance les longs après-midi passés assis dans le salon de François Buloz à discuter, en compagnie de George Sand, cigarette à la bouche, écrivant dans son coin.
Libérale jusqu'en 1848, elle amorce ensuite un tournant plus conservateur. Sous le Second Empire, elle est une revue d’opposition. À la fin du XIXe siècle, sous l’influence de Ferdinand Brunetière, critique influent et membre de l’Académie française, la revue soutient l’Église catholique contre les offensives anticléricales. Comme la grande majorité des revues, celle-ci se politise davantage à l'occasion et à partir de l'affaire Dreyfus.
Après la mort, en 1877, de François Buloz, qui avait soutenu Adolphe Thiers, la revue est dirigée, entre autres, par Charles Buloz, fils de François, qui y accueille Paul Bourget, puis par Ferdinand Brunetière, en 1900, Francis Charmes (Académie française, 1908), René Doumic (Académie française, 1909), André Chaumeix (Académie française, 1930) ou encore Claude-Joseph Gignoux de l'Institut de France. Elle compte 26 000 abonnés en 1885.

### LeXXesiècle
Au XXe siècle, le paysage littéraire change, La Nouvelle Revue française apparaît. Si la Revue des Deux Mondes garde une position privilégiée, ses sujets de prédilection évoluent vers la politique et l’histoire, portés par la gravité des moments de crise que traverse la société française : Commune, séparation de l'Église et de l'État, affaire Dreyfus, Première Guerre mondiale, montée des totalitarismes.
Pendant la Seconde guerre mondiale, la revue est collaborationniste. Interdite de publication à la Libération, elle ne reparaît qu'à partir de 1948.
Ainsi, le 28 novembre 1947, la SARL « La Revue » est créée pour une durée de soixante-quinze ans par Louis-Jules Arrigon, Georges Finaud, Marie-Louise Pailleron et Firmin Roz. Sa dénomination et sa raison sociale sont : « La Revue. Littérature. Histoire. Arts et sciences des deux mondes ».
Le 1er janvier 1948, la Revue des Deux Mondes reparaît avec en sous-titre, « Littérature, histoire, arts et sciences des deux mondes ». Le directeur-gérant est Firmin Roz, le rédacteur en chef, Louis-Jules Arrigon et Georges Finaud est nommé administrateur adjoint.
Dans les années 1950, 1960 et 1970, son audience diminue largement au profit des Temps modernes de Jean-Paul Sartre ou de Critique de Georges Bataille.

### LeXXIesiècle
Marc Ladreit de Lacharrière, président de Fimalac, rachète la Revue des Deux Mondes en 1991. Président et directeur de la publication de la revue pendant près de vingt ans, il la modernise et celle-ci paraît, pour la première fois, en quadrichromie à l’automne 2002. La rédaction a été dirigée entre autres par Nathalie de Baudry d'Asson et par l'écrivain et critique littéraire Michel Crépu ; celui-ci, parti diriger la NRF, a été remplacé, en 2015, par Valérie Toranian, ancienne directrice de la rédaction du magazine Elle.
Penelope Fillon est condamnée en appel en 2022 dans le cadre de l'« affaire Fillon » : son travail de « conseiller littéraire » pour la revue est décrit par l'accusation comme « un emploi de pure complaisance » et jugé « fictif »,,,.
La Revue des Deux Mondes indique sur son site poursuivre « sa trajectoire, ayant toujours ce souci d’incarner l’esprit humaniste de ses débuts, à distance des adhésions idéologiques dont les bilans désastreux parlent pour eux-mêmes. Foncièrement généraliste, s’intéressant à tous les domaines de l’activité humaine, la Revue demeure fidèle à ses origines littéraires, philosophiques : la liberté d’esprit, l’indépendance intellectuelle, le goût pour l’exercice critique, le primat de la lucidité sur toute autre forme d’approche du réel. »
Dernièrement, la revue se repositionne sur le débat d’idées en renouant avec la politique et les questions de société et d’actualité. Depuis 2015, elle a — selon Valérie Toranian — triplé ses ventes.
Valérie Toranian annonce son départ pour la direction du Point le 17 octobre 2022, elle est remplacée à son poste par celle qui était jusqu'alors coordinatrice éditoriale, Aurélie Julia.

### Direction
- 1831-1877 : François Buloz (1803-1877) ;
- 1877-1893 : Charles Buloz (1843-1905) ;
- 1893-1906 : Ferdinand Brunetière (1849-1906) ;
- 1907-1915 : Francis Charmes (1848-1916) ;
- 1916-1937 : René Doumic (1860-1937) ;
- 1937-1955 : André Chaumeix (1874-1955) ;
- 1955-1966 : Claude-Joseph Gignoux (1890-1966) ;
- 1966-1971 : Jean Vigneau (1919-1975) ;
- 1971-? : Jean Jaudel (1910-2006), également président de la Revue ;
- 1989-1991 : Jean-Michel Place (1946-) ;
- 1993-? : Régis Louvet ;
- 1999-2002 : Nathalie de Baudry d'Asson (1958-) ;
- 2002-2014 : Michel Crépu (1954-) ;
- 2014-2022 : Valérie Toranian (1962-) ;
- 2022-(en cours) : Aurélie Julia (1974-).

### Comité de rédaction et comité d'honneur

#### Comité de rédaction
En 2024, selon le site de la revue :
- Éric Roussel
- Eryck de Rubercy
- Jacques de Saint Victor
- Manuel Carcassonne
- Marin de Viry
- Emmanuel de Waresquiel
- Olivier Cariguel
- Jean-Paul Clément
- Annick Steta
- Renaud Girard
- Thomas Gomart
- Robert Kopp
- Jean-Pierre Naugrette
- Élise Longuet
- Franz-Olivier Giesbert
- Adrien Goetz
- Yves de Gaulle
- Thierry Moulonguet
- Aurélie Julia

#### Comité d'honneur
- Alexandre Adler
- Nathalie de Baudry d'Asson
- François Bujon de l'Estang
- Françoise Chandernagor
- Marc Lambron
- Alain Minc
- François d'Orcival
- Étienne Pflimlin
- Ezra Suleiman
- Christian Jambet

## Diversification

### Sur internet et les réseaux sociaux
La Revue des Deux Mondes développe une stratégie numérique à partir de 2008. Elle est aujourd’hui présente sur Facebook, Twitter et Instagram. La refonte de son site internet en 2016 lui permet de numériser son fonds d'archives, vieux de deux siècles, le rendant ainsi accessible à tous,, et de publier un contenu éditorial, gratuit, plus régulier. Dans cette perspective, Valérie Toranian publie depuis 2016 un édito hebdomadaire envoyé à tous les abonnés de la lettre d'information gratuite de la revue.

### Collection de hors-séries
La Revue des Deux Mondes diversifie sa diffusion en éditant de hors séries littéraires (Philippe Muray, le prophète incorrect et La France éternelle de Simenon) comme patrimoniaux (Le jardin, reflets des cultures et de l’histoire, La mode sous influences, de Diane de Poitiers à Instagram, L’automobile, mythes, culture et société, Le champagne dans la grande histoire, La tragédie des églises, Le diamant, amour, histoire et pouvoir, etc.). Ses hors séries s'inscrivent dans une tradition, chère à la revue, de mise en valeur des spécificités et de la richesse de la culture française afin de créer des ponts entre les savoirs et les cultures.
La Revue des Deux Mondes accompagne également le Prix de Photographie Marc Ladreit de Lacharrière. Créé en 2007, en partenariat avec l'Académie des beaux-arts, ce prix récompense un photographe confirmé, français ou étranger, travaillant en France, auteur d’un projet photographique original restitué sous la forme d’une exposition au Pavillon Comtesse de Caen. Un hors-série catalogue accompagne alors l'exposition du lauréat.

#### Lauréats du Prix Marc Ladreit de Lacharrière-Académie des beaux-arts
- 2007 : Malik Nejmi, L'ombre de l'enfance
- 2008 : Jean-François Spricigo, Anima
- 2009 : Thibaut Cuisset, En campagne
- 2010 : Marion Poussier, Les sentiments du quotidien
- 2011 : Françoise Huguier, Vertical / Horizontal, Intérieur / Extérieur. Singapour - Kuala Lumpur - Bangkok « Middle classes » en Asie du Sud-Est à l'aube du XXIe siècle
- 2012 : Katharine Cooper, Les blancs africains
- 2013 : Catherine Henriette, Conte d'hiver, conte d'été
- 2014 : Eric Pillot, In situ - États-Unis
- 2015 : Klavdij Sluban, Divagation sur les pas de Bashô (Japon)
- 2016 : Bruno Fert, Intimités temporaires
- 2017 : Claudine Doury, Une odyssée sibérienne
- 2018 : FLORE, L'odeur de la nuit était celle du jasmin
- 2022 : Pascal Maitre, Peuls du Sahel
- 2024 : Olivier Jobard, Notre famille afghane, souvenirs d'une vie envolée

### Réédition des Trésors de la Revue
Depuis 1829, la Revue des Deux Mondes a accueilli dans ses pages des écrivains majeurs. Leurs textes constituent une mine d'or littéraire et philosophique que la rédaction met en valeur par différentes rééditions. Outre des anthologies d’anniversaire (Cent ans de vie française à la Revue des Deux Mondes, Hachette-Revue des Deux Mondes pour les 100 ans, Pages retrouvées pour les 180 ans),  des nouvelles, des contes, des récits de voyages… sont reparus en collaboration avec les éditions Agora (Les lettres japonaises de Lafcadio Hearn, Sur la guerre de Rudyard Kipling…) ou dans la collection Trésors retrouvés de la Revue (Russie 1837-1937 avec les éditions Valmonde, une anthologie avec les éditions Flammarion).

## Prix de laRevue des Deux Mondes
Chaque année, au printemps, le prix de la Revue des Deux Mondes distingue un ouvrage de langue française paru dans l’année écoulée. Créé en 2008, ce prix récompense un essai reconnu à la fois pour ses qualités littéraires, pour la pertinence de son sujet dans le débat d’idées contemporain et pour le regard qu’il porte sur la relation du passé au présent.
- 2008 : Gilbert Dragon, Décrire et peindre. Essai sur le portrait iconique, Gallimard
- 2009 : Mona Ozouf, Composition française, Gallimard
- 2010 : Antoine de Baecque, Godard, Grasset
- 2011 : Guillaume Metayer, Anatole France, Le Félin
- 2012 : Lucien d'Azay, Trois excentriques anglais, Les Belles Lettres
- 2013 : Gérald Bronner, La Démocratie des crédules, PUF
- 2014 : Pierre Grosser, Traiter avec le diable ? Les vrais enjeux de la diplomatie au XXIe siècle, Odile Jacob
- 2015 : Michel Eltchaninoff, Dans la tête de Vladimir Poutine, Actes Sud
- 2016 : Gilles Kepel, Terreur dans l'Hexagone, genèse du djihad français, Gallimard
- 2017 : Patrice Gueniffey, Napoléon et De Gaulle, deux héros français, Perrin
- 2018 : Stephen Smith, La Ruée vers l'Europe. La jeune Afrique en route vers le Vieux Continent, Grasset
- 2019 : Kamel Daoud, Le Peintre dévorant la femme, Stock
- 2020 : la pandémie de Covid-19 empêche la remise du prix.
- 2021 : Raphaël Doan, Le Rêve de l'assimilation : de la Grèce antique à nos jours, Passés/Composés
- 2022 : Jean-Marie Guéhenno, Le Premier XXIe siècle. De la globalisation à l'émiettement du monde, Flammarion
- 2023 : Florence Bergeaud-Blackler, Le Frérisme et ses réseaux, l'enquête, Odile Jacob
- 2024 : David Colon, La Guerre de l'information. Les États à la conquête de nos esprits, Taillandier

Dernier jury : François Bujon de l'Estang, Olivier Cariguel, Jean-Paul Clément, François d'Orcival, Franz-Olivier Giesbert, Renaud Girard, Thomas Gomart, Robert Kopp, Thierry Moulonguet, Jean-Pierre Naugrette, Éric Roussel, Eryck de Rubercy, Jacques de Saint-Victor, Annick Steta, Aurélie Julia (présidente) et Marin de Viry.

## Polémiques et controverses

### Duel
Le 23 août 1833, Jean-Gabriel Capot de Feuillide fit paraître une critique violente du roman de George Sand, Lélia, dans L'Europe littéraire. Le critique Gustave Planche le provoque en duel pour défendre l’honneur de George Sand. Un duel au pistolet a lieu mais aucun des duellistes n'est touché.

### LesFleurs du Mal
C’est sous la férule de François Buloz que Charles Baudelaire, le 1er juin 1855, peut faire publier dix-huit poèmes, dont « Le Spleen » et « L’Invitation au voyage », pour la première fois réunis sous le titre Les Fleurs du Mal et précédés du fameux avertissement « Au lecteur ». En novembre 1855, un critique littéraire du Figaro, Louis Goudall, s’en prend vertement au choix éditorial de François Buloz :

« Et c’est cette poésie scrofuleuse, écœurante, que la Revue des Deux Mondes nous offre […] ! Ah, vous nous la donnez belle, M. Buloz ! »

### Seconde Guerre mondiale
Dès 1934, Maurice Lewandowski, directeur du Comptoir national d’escompte de Paris, fait l'éloge de l'« idole de Vichy », Antonio Salazar, dans la revue puis pendant la période de l'Occupation s'installe à partir de l'été 1940 à Royat, dans la banlieue de Clermont-Ferrand, ville située en zone libre. Son directeur, André Chaumeix, accueille d'abord favorablement l'arrivée au pouvoir du maréchal Pétain, dont il publie au début de l'Occupation quelques messages. Mais la revue refuse de se soumettre à diverses exigences allemandes et adopte une position attentiste devant la tournure des événements politiques et diplomatiques qu'elle s'abstiendra de commenter. Parmi les auteurs auxquels elle ouvre ses pages, on peut citer des écrivains de tous horizons : André Demaison, Georges Duhamel, Maurice Genevoix, Louis Gillet, Daniel Halévy, Robert d'Harcourt, Émile Henriot, Joseph Kessel, Louis Madelin, Paul Valéry ou encore Roger Vercel.
Lors de la Libération, bien qu'elle en eût reçu l'autorisation au niveau régional, la revue doit cesser de paraître en application de l'ordonnance gouvernementale du 30 septembre 1944 relative à la réglementation provisoire de la presse périodique en territoire métropolitain libéré. Après examen des sommaires et des pièces administratives qu'elle a fournies, un rapport du ministère de l'Information reconnaît que la Revue des Deux Mondes « n'a consacré que peu d'articles à l'actualité politique, conservant surtout un caractère littéraire, historique et culturel ».
Elle reparaît en janvier 1948 en changeant de titre pour devenir La Revue, littérature, histoire, arts et sciences des Deux Mondes.

### Accointances avec l'Académie française
En 1987, François Fossier soulignait les liens de la Revue des Deux Mondes avec l'Académie française : « Le cas de la Revue des Deux Mondes est analogue en tous points [à celui du Figaro], depuis les années 1920, lorsque Doumic puis Chaumeix prirent la direction de la revue, assurée aujourd'hui par Jean Jaudel. Chevrillon, Henriot, Seillière, Goyau y précédèrent Wladimir d'Ormesson, Genevoix, Mauriac, Chastenet, Jean Mistler, le cardinal Daniélou et, plus proches de nous, Maurice Rheims, René Huyghe, Jacques de Bourbon-Busset, Maurice Schumann, sans compter des membres de l'Académie des Sciences morales et politiques ou de l'Académie des Beaux-Arts comme Édouard Bonnefous, Gaston Palewski ou André Piettre. Sa rivale, la Revue de Paris, que Doumic considérait comme réservée aux snobs, ayant disparu, la Revue des Deux Mondes a joué ce rôle de « ruche académique », pour reprendre l'expression de son ancien directeur qui en fit, plus encore que le Figaro, une véritable antichambre du quai de Conti ». Puis il ajoute à cela en note de bas de page : « N'oublions que l'Institut, grâce aux legs Vitet, est le principal actionnaire de la revue ».

### Couvertures et dossiers jugés réactionnaires
En 2015, le journaliste du Monde Édouard Launet estime qu'avec la nouvelle direction, Valérie Toranian et Franz-Olivier Giesbert, la « revue modérée a pris un drôle de tournant », proposant des « couvertures agressives » et une présentation des dossiers « tirant la revue vers la polémique à l’arme lourde ». Le journaliste relève la présence d'articles donnant la parole notamment à Éric Zemmour, Régis Debray, Michel Onfray et Michel Houellebecq, ce qui constitue selon lui un « festin du pessimisme prophétique et réactionnaire ». L'article d'Édouard Launet est repris par Les Inrocks.
En 2016, l'historien Thibault Le Hégarat déclare : « Conservatrice depuis ses origines, la revue a entamé depuis quelques années un tournant beaucoup plus réactionnaire ». Il rapporte que la revue réalise des couvertures qui rappellent celles de Valeurs actuelles, qui est selon lui le « périodique de référence de l’extrême-droite française ». L'historien voit notamment dans les sujets abordés par le revue une « obsession de l'islam, qualifié de guerrier et jugé incapable de se réformer, prospérant avec les complicités d’une gauche coupable ». Examinant les sommaires de la revue, l'historien indique aussi que la critique littéraire garde une « bonne place » au sein de la revue, les évolutions concernant essentiellement les dossiers et les couvertures.
En 2017, divers journaux s'expriment au sujet de la revue. L'Express juge qu'elle « fait la part belle à toutes les idées, surtout de droite ». Selon le journaliste Brice Couturier, le « tournant droitier » pris par la revue doit être « relativisé », car la publication « a toujours été conservatrice », diffusant par exemple entre 1998 et 2000 les écrits du « pamphlétaire » Philippe Muray contre la « bêtise moderniste ». D'après Le Monde, Brice Couturier ne prétend pas que la Revue des Deux Mondes soit une publication « gauchiste devenue subitement réactionnaire » : Brice Couturier regrette que « le libéralisme modéré et surtout lettré » fasse désormais place aux « fast thinkers de plateaux télé multipliant les raccourcis de pensée ». Selon l'AFP, la revue, qui s'appuie sur « un passé littéraire brillant », donne la parole désormais à des auteurs « plus polémiques ». Challenges estime qu'elle a rejoint le débat intellectuel sur les « thèmes les plus actuels » : « Islam et terrorisme, Les bien-pensants, Peut-on penser librement en France », en faisant appel aux « personnalités les plus médiatiques » : Éric Zemmour, Alain Finkielkraut, Michel Onfray, Régis Debray, Michel Houellebecq, Jean-Pierre Chevènement ou Élisabeth Badinter. Libération indique que la nouvelle direction a repositionné cette revue « ronronnante » sur des sujets de société polémiques, mettant en couverture des personnalités appréciés par les « néoconservateurs ».
En 2020, Le Monde diplomatique affirme que la revue a « basculé dans le néoconservatisme militant ».
En 2021, Sonia Devillers, journaliste à Radio France, déclare à l'antenne que la revue a un « positionnement éditorial radical ». La journaliste relève notamment deux expressions présentes sur une couverture de la revue : « tyrannie des minorités » et « nouvel ordre médiatique ». Elle estime que l'« emballage » de la revue donne l'impression de présenter « des titres aussi accusateurs que ceux du Point, aussi braillards que ceux de Marianne, qui prennent les mêmes cibles que Charlie Hebdo, le JDD ou Paris Match ».
En 2022, le journal Les Échos indique que certains intellectuels accusent parfois la revue de s'être « tabloïdisée », voire « droitisée ». La directrice Valérie Toranian répond que la Revue des Deux Mondes peut aborder des sujets qui pourraient être dans des magazines mais avec un « traitement de revue ». Les Échos écrivent au sujet de Valérie Toranian : « En matière de prétendue droitisation, elle assume parfaitement son statut « historique » de revue libérale de centre droit ».

### Affaire Fillon
En janvier 2017, la revue est citée par Le Canard enchaîné pour avoir employé Penelope Fillon entre mai 2012 et décembre 2013 pour un salaire mensuel brut de 5 000 euros, alors que la revue cumule les difficultés financières. Cet emploi est rendu public par l'hebdomadaire satirique alors que François Fillon est en campagne pour l'élection présidentielle de 2017.
Marc Ladreit de Lacharrière, décrit comme « proche de François Fillon », confirme l'information,. Penelope Fillon n'aurait fourni que deux notes de lecture, mises en ligne par l'hebdomadaire Marianne. Michel Crépu, directeur de la Revue des Deux Mondes à l'époque, indique ne pas avoir été informé de ce poste.
Le 26 janvier 2017, le parquet national financier, qui a ouvert une enquête préliminaire pour détournement de fonds publics, abus de biens sociaux et recel de ces délits dans le cadre de l'emploi d'attachée parlementaire de Penelope Fillon, diligente également une perquisition dans les locaux de la Revue des deux Mondes à Paris.